# Длиннохвостый поморник
Длиннохво́стый помо́рник (лат. Stercorarius longicaudus) — вид птиц из семейства поморниковых. Выделяют два подвида.

## Описание
Длиннохвостый поморник является самым мелким представителем семейства поморниковых, достигает длины 48—53 см, включая центральные косицы рулевых перьев, которые достигают длины 22 см; и массы тела от 262 до 444 г; размах крыльев 105—117 см. Половой диморфизм в окраске оперения не выражен. Взрослые особи в брачном наряде имеют сероватую верхнюю часть тела (исключая голову), контрастирующую с черноватыми маховыми и рулевыми перьями. Голова и нижняя часть тела беловатые, боковые стороны шеи желтоватые. Верхняя часть головы (до глаз) и задняя часть шеи коричневато-чёрные. Крайние два (иногда 1-4) первостепенных маховых перьев имеют контрастные беловатые стержни; а два центральных рулевых перьев белые, сильно удлинённые и заострённые на кончике, выступающий далеко за остальную часть хвоста.

## Ареал
Длиннохвостый поморник гнездится в арктических регионах Евразии и Северной Америки. На Аляске и на севере России он встречается немного чаще, чем в остальных частях Арктики. Территории, где длиннохвостый поморник проводит зиму, расположены в южной части Атлантического океана и в Тихом океане. Этот вид является менее хищным и агрессивным, чем другие представители семейства.

## Питание
Его пища состоит главным образом из полёвковых грызунов, насекомых, птичьих яиц и небольших птиц.

## Изображения

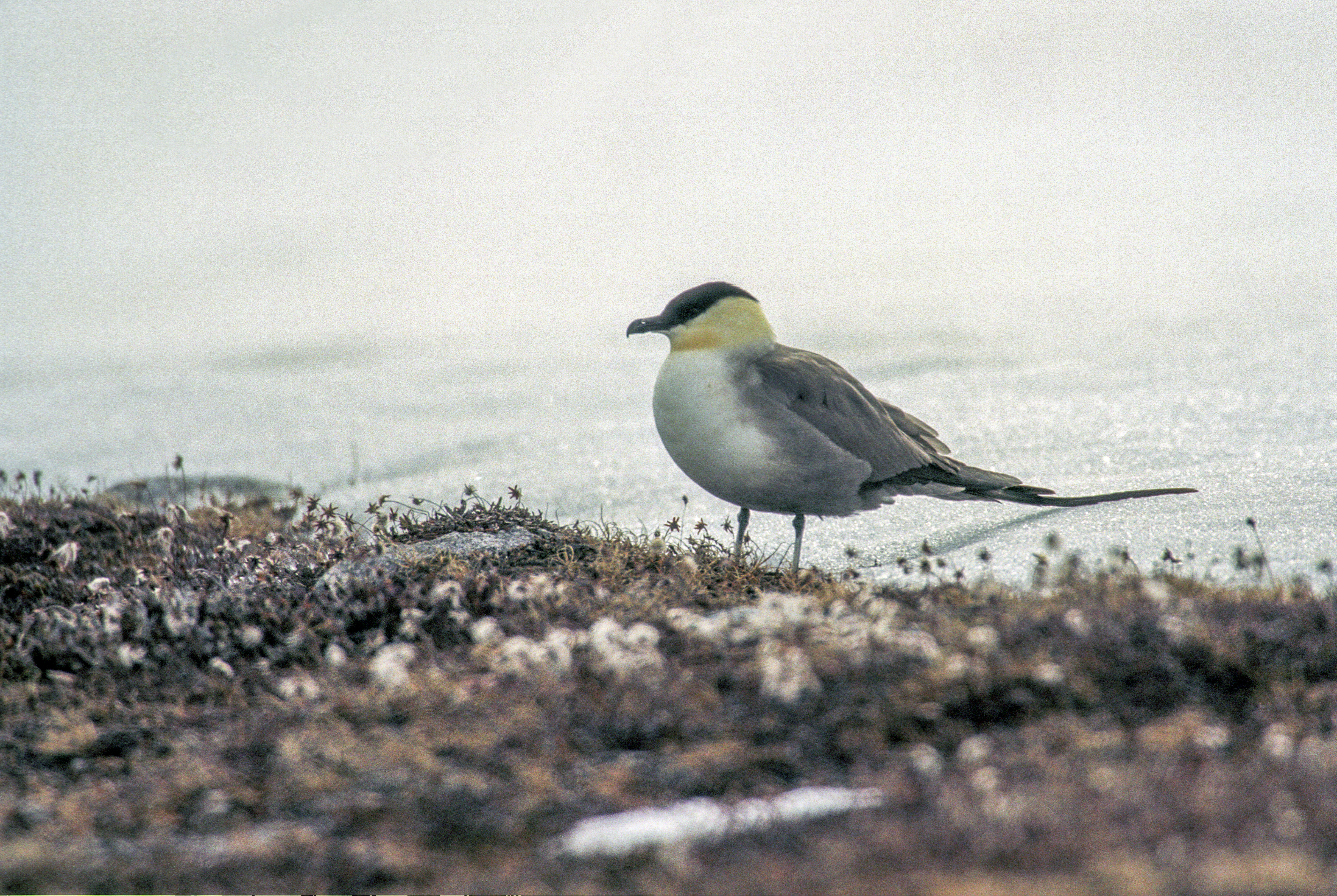
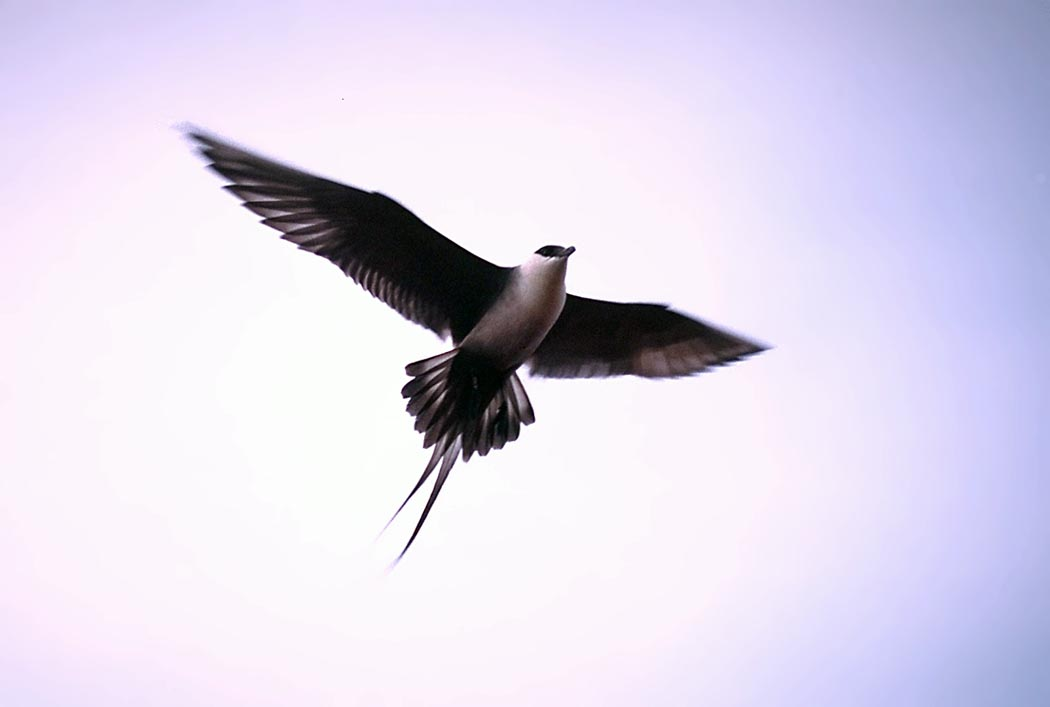
Длиннохвостый поморник в полёте
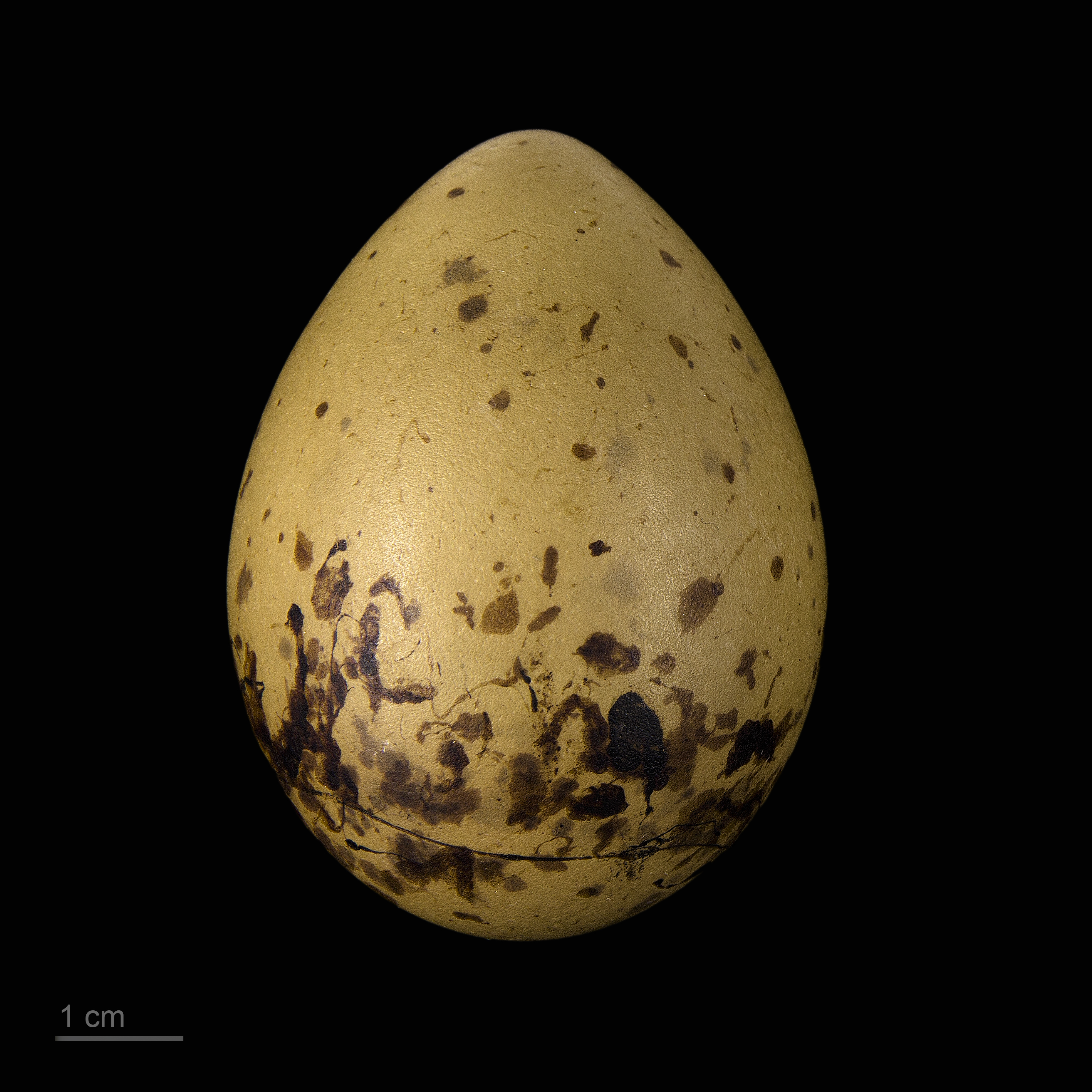
яйцо Stercorarius longicaudus - Тулузский музей